# Sant Pere de Paçà

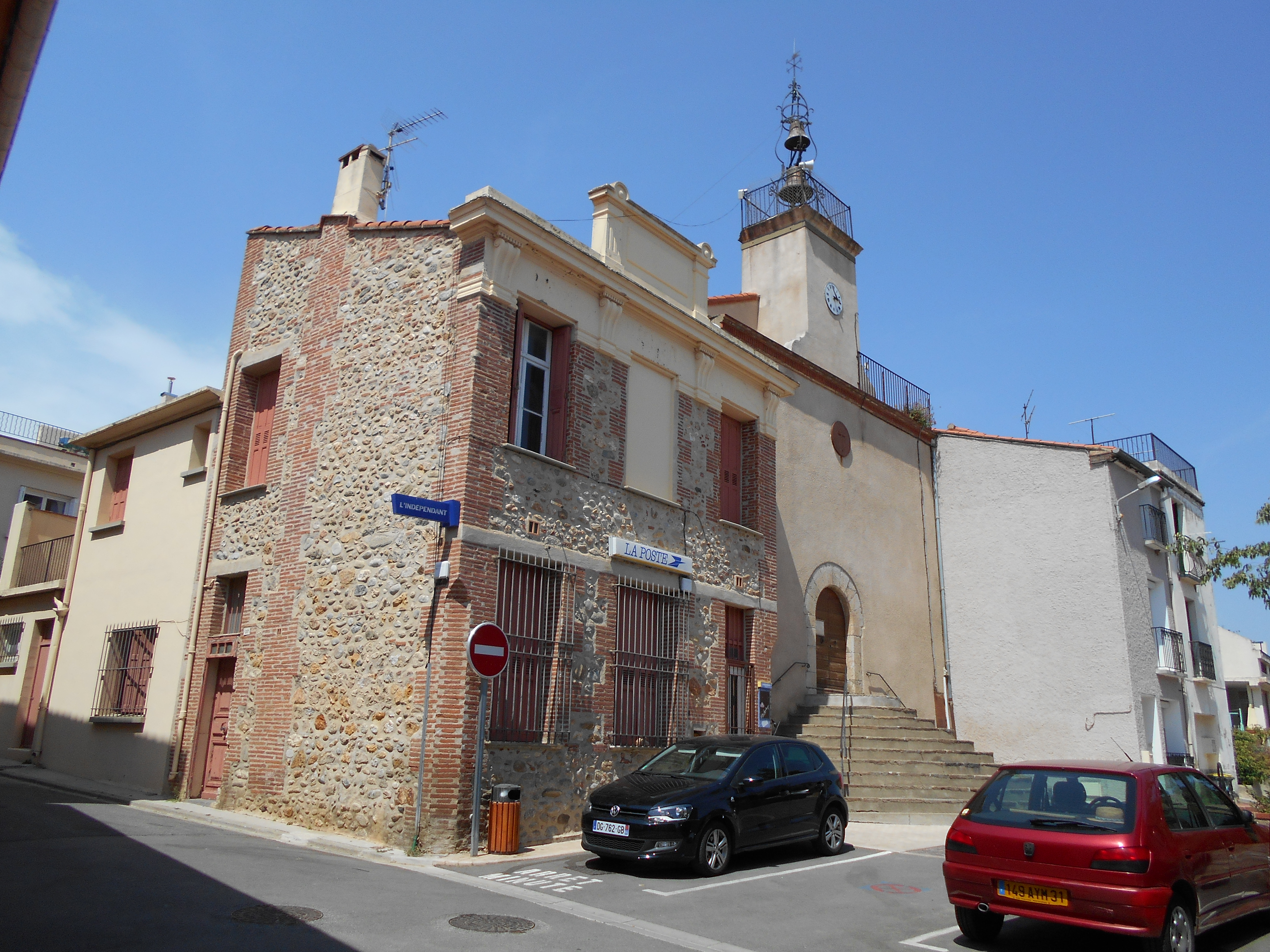
Sant Pere de Paçà

Sant Pere de Paçà és l'església parroquial del poble rossellonès de Paçà, a la Catalunya del Nord. Està situada al bell mig de la cellera originària del poble.

## Història
L'any 899 un precepte del rei Carles atorga una concessió a Torderes al seu fidel Esteve, i hi surt esmentada l'església de Sant Pere. Entre 1130 i 1148, el bisbe d'Elna Udalgar de Castellnou dona les esglésies de Sant Pere de Paçà i de Sant Esteve de les Vinyes, propera a l'anterior i actualment desapareguda, al monestir de Santa Maria del Camp. Aquesta donació es torna a reflectir en una butlla papal del 1163.

## Característiques

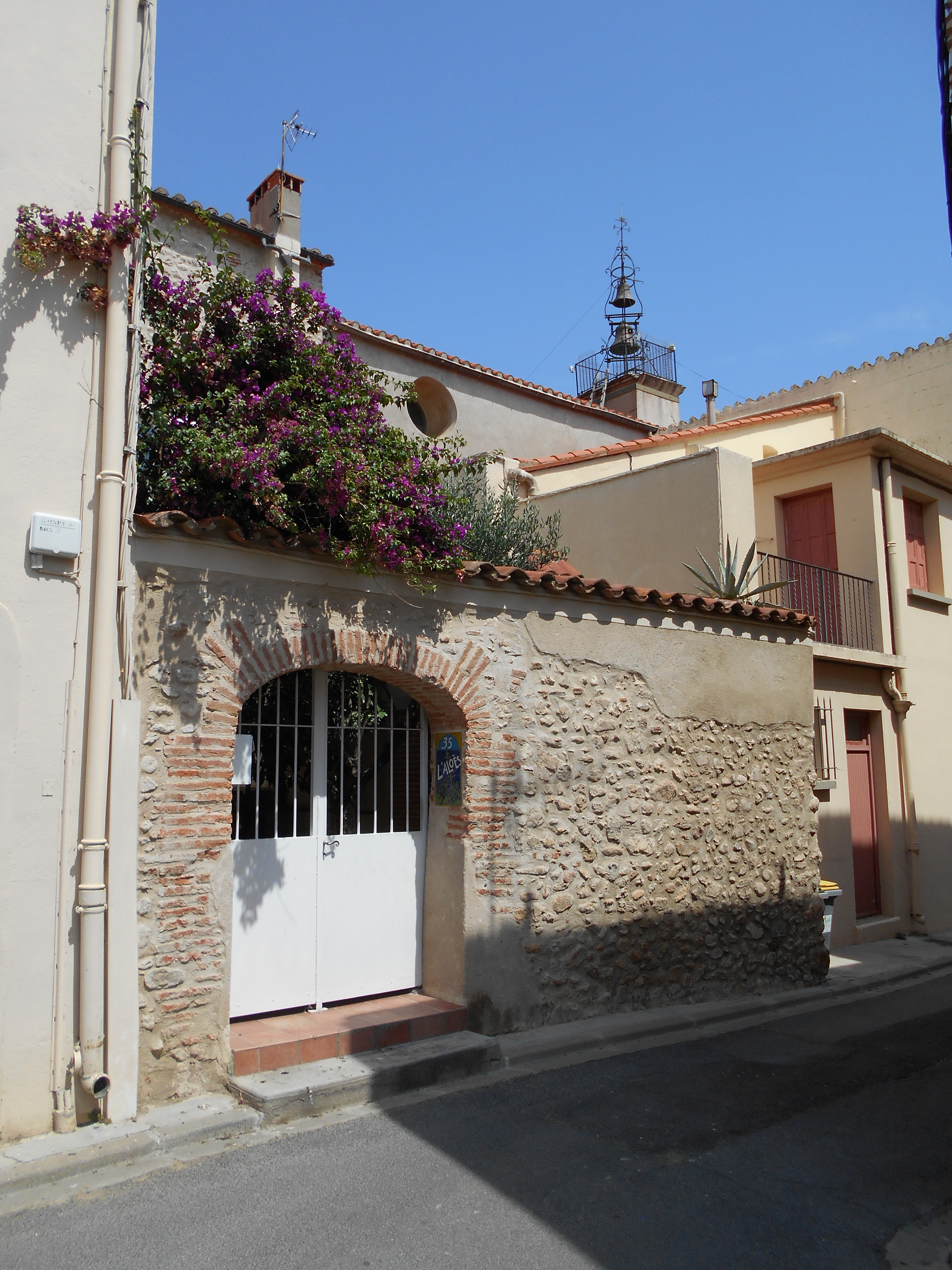
L'església, sobresortint dels edificis que l'amaguen

Es tracta d'una església romànica, d'una sola nau rectangular coberta amb una teulada sobre bigues que es basen en dos arcs de diafragma apuntats. L'edifici actual, que segueix la planta romànica, és possiblement un edifici tardà, ja del segle xvi o XVII, que va capgirar la disposició original: l'altar és a ponent, mentre que l'entrada principal s'obre a llevant, on correspondria estar situat l'absis. Diversos elements del seu interior, com una arcada de mig punt o l'escala d'accés al temple, que segueix una forma semicircular, corresponent a l'absis primitiu, romanen com a testimonis del temple primitiu. Tanmateix, l'emblanquinat de les parets no permet veure si hi ha més restes romàniques. A més, l'església roman del tot inserida en el grup de cases de l'extrem sud-oriental de la cellera, de manera que amb prou feines se'n veu res de l'exterior.